# Lieja-Bastogne-Lieja 1920
La Lieja-Bastogne-Lieja 1920 fou la 10a edició de la clàssica cursa ciclista Lieja-Bastogne-Lieja. Es va disputar el 6 de juny de 1920 sobre un recorregut de 245 km i fou guanyada pel belga Léon Scieur, que s'imposà a l'esprint al seu company d'escapada, el també belga Lucien Buysse. Jacques Coomans completà les places de podi.

## Resultats
|    | Ciclista                    | Equip        | Temps      |
| -- | --------------------------- | ------------ | ---------- |
| 1  | Léon Scieur (BEL)           | La Française | 7h 46' 00" |
| 2  | Lucien Buysse (BEL)         |              | m. t.      |
| 3. | Jacques Coomans (BEL)       | La Sportive  | + 4' 20"   |
| 4  | Léon Despontin (BEL)        |              | + 6' 00"   |
| 5  | Firmin Lambot (BEL)         | La Sportive  | + 6' 30"   |
| 6  | Léon Devos (BEL)            |              | + 7' 00"   |
| 7  | Léon Kindermans (BEL)       |              | + 9' 30"   |
| 8  | Victor Dethier (BEL)        |              | + 14' 30"  |
| 9  | Arthur van Branteghem (BEL) |              | + 17' 00"  |
| 10 | Louis Budts (BEL)           |              | + 17' 50"  |